# سيث والاس كوب
سيث والاس كوب (بالإنجليزية: Seth Wallace Cobb)‏ هو سياسي أمريكي، ولد في 5 ديسمبر 1838 في بطرسبرغ في الولايات المتحدة، وتوفي في 22 مايو 1909 في سانت لويس في الولايات المتحدة. حزبياً، نشط في الحزب الديمقراطي. وقد انتخب عضو مجلس النواب الأمريكي.